# Fußball-Weltmeisterschaft 1958/Wales
Dieser Artikel behandelt die walisische Fußballnationalmannschaft bei der Fußball-Weltmeisterschaft 1958.

## Qualifikation

### UEFA
| Wales            | - | Tschechoslowakei | 1:0 | Vernon 75'                                    |
| DDR              | - | Wales            | 2:1 | Wirth 21', Tröger 61' / M. Charles 6'         |
| Tschechoslowakei | - | Wales            | 2:0 | Daniel 21' (Eigentor), Kraus 65'              |
| Wales            | - | DDR              | 4:1 | Palmer 38' 44' 73', C. Jones 42' / Kaiser 57' |

### CAF / AFC
Nachdem alle eigentlichen Gegner Israels sich aus politischen Gründen weigerten, gegen Israel zu spielen, wurde einer der neun Gruppenzweiten Europas als Finalgegner Israels ausgelost. Die Wahl fiel auf Wales.
| Tel Aviv | 15. Januar 1958 | Israel | - | Wales  | 0:2 | L. Allchurch 38', Bowen 65'    |
| Cardiff  | 5. Februar 1958 | Wales  | - | Israel | 2:0 | I. Allchurch 76', C. Jones 80' |

## Walisisches Aufgebot
Anmerkung: obwohl Swansea Town und Cardiff City in der englischen Liga spielen, sind sie als walisische Vereine gekennzeichnet.
| Nummer / Name | Nummer / Name     | Verein               | Geburtstag | Länderspiele |
| Torhüter      | Torhüter          | Torhüter             | Torhüter   | Torhüter     |
| ------------- | ----------------- | -------------------- | ---------- | ------------ |
| 1             | Jack Kelsey       | FC Arsenal           | 19.11.1929 |              |
| 12            | Ken Jones         | Cardiff City         | 02.01.1936 |              |
| 13            | Graham Vearncombe | Cardiff City         | 28.03.1934 |              |
| Abwehr        |                   |                      |            |              |
| 2             | Stuart Williams   | West Bromwich Albion | 09.07.1930 |              |
| 3             | Mel Hopkins       | Tottenham Hotspur    | 07.11.1934 |              |
| 4             | Derrick Sullivan  | Cardiff City         | 10.08.1930 |              |
| 14            | Trevor Edwards    | Charlton Athletic    | 24.01.1937 |              |
| 15            | Colin Baker       | Cardiff City         | 18.12.1934 |              |
| Mittelfeld    |                   |                      |            |              |
| 5             | Mel Charles       | Swansea Town         | 14.05.1935 |              |
| 6             | Dave Bowen        | FC Arsenal           | 07.06.1928 |              |
| 16            | Vic Crowe         | Aston Villa          | 30.01.1932 |              |
| 20            | John Elsworthy    | Ipswich Town         | 26.07.1931 |              |
| 21            | Len Allchurch     | Swansea Town         | 12.09.1933 |              |
| 22            | George Baker      | Plymouth Argyle      | 06.04.1934 |              |
| Angriff       |                   |                      |            |              |
| 7             | Terry Medwin      | Tottenham Hotspur    | 25.09.1932 |              |
| 8             | Ron Hewitt        | Cardiff City         | 21.06.1928 |              |
| 9             | John Charles      | Juventus Turin       | 27.12.1931 |              |
| 10            | Ivor Allchurch    | Swansea Town         | 16.10.1929 |              |
| 11            | Cliff Jones       | Swansea Town         | 07.02.1935 |              |
| 17            | Ken Leek          | Leicester City       | 26.07.1935 |              |
| 18            | Roy Vernon        | Blackburn Rovers     | 14.04.1937 |              |
| 19            | Colin Webster     | Manchester United    | 17.07.1932 |              |
| Trainer       |                   |                      |            |              |
|               | Jimmy Murphy      |                      | 08.08.1910 |              |

## Spiele der walisischen Mannschaft

### Vorrunde
- Ungarn –  Wales 1:1 (1:1)

Stadion: Jernvallen (Sandviken)
Zuschauer: 20.000
Schiedsrichter: Codesal (Uruguay)
Tore: 1:0 Bozsik (5.), 1:1 J. Charles (27.)
- Mexiko –  Wales 1:1 (0:1)

Stadion: Råsundastadion (Solna)
Zuschauer: 25.000
Schiedsrichter: Lemešić (Jugoslawien)
Tore: 0:1 Allchurch (32.), 1:1 Belmonte (89.)
- Schweden –  Wales 0:0

Stadion: Råsundastadion (Solna)
Zuschauer: 35.000
Schiedsrichter: Van Nuffel (Belgien)
Der Veranstalter Schweden ging als Favorit in die Gruppe 3 und wurde seiner Rolle gerecht. Mexiko (3:0) und Ungarn (2:1), die nur noch drei Spieler aus dem 54er-Wunderteam dabei hatten (der Aufstand von 1956 hatte das Team auf ganz Europa verteilt und nicht alle Spieler wurden freigestellt), wurden besiegt. Zuletzt konnten sich die Schweden noch ein 0:0 gegen Wales leisten. Dieses Ergebnis war für die Waliser wichtig, da sie dadurch ins Entscheidungsspiel gegen Ungarn gelangten und 2:1 siegten. Mexiko wurde erwartungsgemäß Letzter der Gruppe.

#### Play-off
- Wales –  Ungarn 2:1 (0:1)

Stadion: Råsundastadion (Solna)
Zuschauer: 20.000
Schiedsrichter: Latyschew (Sowjetunion)
Tore: 0:1 Tichy (33.), 1:1 Allchurch (55.), 2:1 Medwin (76.)

### Viertelfinale
| 25.000 | Ullevi (Göteborg) | Brasilien | Wales | Seipelt (Österreich) | 1:0 (0:0) | 1:0 Pelé (66.) |

Überraschend eng wurde es für die Brasilianer. Nur dank eines Treffers von Pelé (66.) schafften die Südamerikaner gegen die harten und abwehrstarken Waliser den Einzug ins Halbfinale.